# Joe Gans
Joe Gans (eigentlich: Joseph Gant; * 25. November 1874 in Baltimore, Maryland; † 10. August 1910 ebenda) war ein US-amerikanischer Boxer und Weltmeister im Leichtgewicht. Er ist seit 1990 Mitglied der International Boxing Hall of Fame.
Er war der zweite afro-amerikanische Weltmeister der modernen Boxgeschichte nach dem Kanadier George Dixon.
Was die Boxgemeinde der damaligen Zeit faszinierte, war die fast wissenschaftliche, akribische Genauigkeit, mit der er seine Gegner studierte. Er prägte sich auch die kleinsten Details im Kampfstil ein, und im Kampf suchten dann seine Schläge gnadenlos die Schwachpunkte des Gegners. Sein Kampfrekord von 120 Siegen (85 durch K. o.), acht Niederlagen, neun Unentschieden und 18 „Ohne Entscheidung“ spricht für seine Systematik. Über seine Zeit als Weltmeister streiten sich die Fachleute. Eine Partei sieht ihn in den Jahren 1902 bis 1904 und dann wieder 1906 bis 1908 auf dem Leichtgewichtsthron, die andere von 1902 bis 1908. Ursache hierfür ist die offenbar schwer zu klärende Frage, ob er zwischendurch seinen Titel niederlegte, um gegen Joe Walcott um den Weltergewichtstitel zu kämpfen oder ob er den Titel behielt, da bei diesem Kampf, der nach 20 Runden unentschieden endete, der Titel überhaupt nicht eingesetzt wurde. Zeitungsberichte der damaligen Zeit machen hierüber widersprüchliche Aussagen.

## Boxerische Laufbahn
Zum Boxen kam er durch die „Battle Royals“, einer brutalen Kampfform der damaligen Zeit, bei der mehrere Gegner im Ring gleichzeitig aufeinander einschlugen und der letzte, der noch stand, zum Sieger erklärt wurde. Seine Überlegenheit bei einer dieser Schlägereien, die er mit 17 gewann, machte den Manager Al Herford auf ihn aufmerksam, der ihn 1891 zum Profi machte. Im Vergleich mit heutigen Jungprofis erstaunt, dass Joe Gans bereits in diesem jugendlichen Alter seinen zweiten Kampf durch K. o. in der 22. Runde gewann! Ebenso erstaunt die schnelle Folge der Kämpfe: 1903 beispielsweise boxte er 13 mal. Die beiden letzten Kämpfe machte er in diesem Jahr am 7. Dezember in Philadelphia und bereits einen Tag später, nach einer fast 500 km langen Eisenbahnfahrt, in Boston gegen den schwereren Klasseboxer Sam Langford, gegen den er nach 15 Runden nach Punkten verlor.

## Die Weltmeisterschaft
Insgesamt bestritt Joe Gans 19 Weltmeisterschaftskämpfe. Bis zu seinem ersten Griff nach dem Leichtgewichtstitel im Jahr 1900 erkämpfte er sich eine beeindruckende Bilanz von 58 Siegen, drei Niederlagen und sechs Unentschieden. Im ersten Kampf gegen den Weltmeister Frank Erne aus der Schweiz erlitt er eine Augenlidverletzung, die zum Abbruch führte. In der Revanche 1902 ging Erne, dessen Kampfstil sorgfältig studiert worden war, bereits in der ersten Runde K. o. Gegen Ende seiner Karriere kämpfte er drei Mal mit Battling Nelson um die Weltmeisterschaft. Den ersten Kampf in Goldfield; Nevada gewann er 1906 durch Disqualifikation in der 42. Runde, 1908 verlor er die restlichen beiden, nachdem er den Titel zwischenzeitlich noch vier Mal verteidigt hatte, jeweils durch K. o. in der 17. bzw. 23. Runde. Zu dieser Zeit spürte er bereits die Wirkung der Tuberkulose, an der er zwei Jahre später starb.